# El Golfo (vulkaan)
El Golfo is een vulkaan op het Canarische eiland El Hierro. 
Het is de grootste vulkaan van het eiland, een voormalige schildvulkaan die gedeeltelijk ingestort is en waar nu nog slechts het centrum van overblijft.
El Golfo is niet meer actief, maar de honderden kleinere vulkanen die in de loop van de laatste 150.000 jaar op de oude schildvulkaan zijn ontstaan, zijn dat nog wel, zoals de Tagoro, die in 2011 voor de kust van het eiland ontstond.

## Geografie en geologie
De vulkaan vormt de basis van het hele eiland. De centrale krater, nu verdwenen, lag in de gemeente La Frontera.
Het hoogste punt van de vulkaan, Pico de Malpaso, is nu nog 1.500 m hoog, maar moet ooit boven de 2.000 m gelegen hebben. Gemeten van de basis van de vulkaan, 4.000 m onder de zeespiegel, was de totale hoogte van El Golfo dus meer dan 6.000 m.
In het vulkanisch materiaal uitgestoten door El Golfo vinden we zowel  basaltische emissies, ontstaan uit lavastromen, als pyroclastisch gesteente of tefra (lapilli en scoria) van meer explosieve uitbarstingen.

## Vulkanische activiteit
Vulkaan El Golfo is het resultaat van de tweede fase van de groei van het eiland, zo'n 550.000 tot 176.000 jaar geleden, na de ineenstorting van de oorspronkelijke vulkaan Tiñor. Deze fase staat bekend als de El Golfo-Las Playas-afzetting. De belangrijkste krater van El Golfo lag westelijk van de Tiñor, ten zuiden van de huidige plaats La Frontera. Op zijn hoogtepunt was de vulkaan ongeveer 2.000 m hoog en was min of meer cirkelvormig, met een diameter van meer dan 20 km en een oppervlakte iets groter dan het huidige eiland.
Aanvankelijk vulde de lava en tefra uit El Golfo de depressie die door de ineenstorting van de oudere vulkaan was ontstaan, maar naarmate de vulkaan hoger werd ontstond het typische Y-vormige riftsysteem met armen die zich westnoordwest, noordnoordoost en zuidzuidoost ontwikkelden, en die nu nog duidelijk herkenbaar zijn. De uitbarstingen van El Golfo bleven doorgaan tot ongeveer 176.000 jaar geleden.
De gigantische vulkaan was echter niet stabiel. Na de groeiperiode hebben ten minste drie grote aardverschuivingen grote delen ervan in zee doen storten. 
- Ten minste 158.000 jaar geleden verdween een groot deel van de zuidwestelijke wand van de vulkaan met de El Julan-ineenstorting in de oceaan, wat resulteerde in de uitgestrekte, steile berghelling van El Julan die het grootste deel van de zuidkant van het eiland vorm geeft;
- Ten minste 145.000 jaar geleden deed de Las Playas-ineenstorting een deel van de oostelijke wand in zee verdwijnen; het resultaat daarvan is nog steeds zichtbaar als de baai van Las Playas, vooral vanaf de Mirador de Las Playas nabij El Pinar. Enkele duizenden jaren later, ongeveer 100.000 jaar geleden, schoof een tweede deel van de oostelijke wand 300 m naar beneden langs een steile breuklijn, om daar tot rust te komen. De breuklijn is duidelijk zichtbaar in het landschap tussen en staat bekend als de San Andrés-breuklijn, oostelijk van het plaatsje San Andrés;
- In de laatste serie van aardverschuivingen, bekend als de El Golfo laterale ineenstorting, is een groot deel van de noordelijke vulkaanwand (met een geschat volume van 180 km³) naar de oceaanbodem verdwenen. Rotsen van de vulkaanwand, tot 1.200 m in doorsnede, zijn teruggevonden tot 65 km van hun oorspronkelijke positie. Tijdens deze aardverschuivingen is de huidige noordkust van het eiland ontstaan, met de gebogen, 14 km lange El Golfo-baai, en enkele kilometers landinwaarts de 26 km lange en tot 1.400 m hoge klif die de zuidelijke helft van de oorspronkelijke vulkaan vormt.

De aardverschuiving(en) die de huidige vorm van de vulkaan bepalen, vonden plaats tussen 133.000 en 13.000 jaar geleden. Aanwijzingen op de vlakte van El Golfo wijzen op de vroegste datum, terwijl die op de zeebodem eerder naar de jongste datum wijzen. Mogelijk zijn er dus twee aardverschuivingen geweest, eerst een instorting van het bovenzeese deel van de vulkaan, en in tweede instantie, 13.000 jaar geleden, een onderzeese aardverschuiving die het materiaal over de zeebodem verplaatste.
Naar schatting is door de opeenvolgende landverschuivingen meer dan twee derde van de hoeveelheid lava en tefra, die door de twee grote schildvulkanen en de honderden sintelkegels op het eiland is geproduceerd, in zee verdwenen.

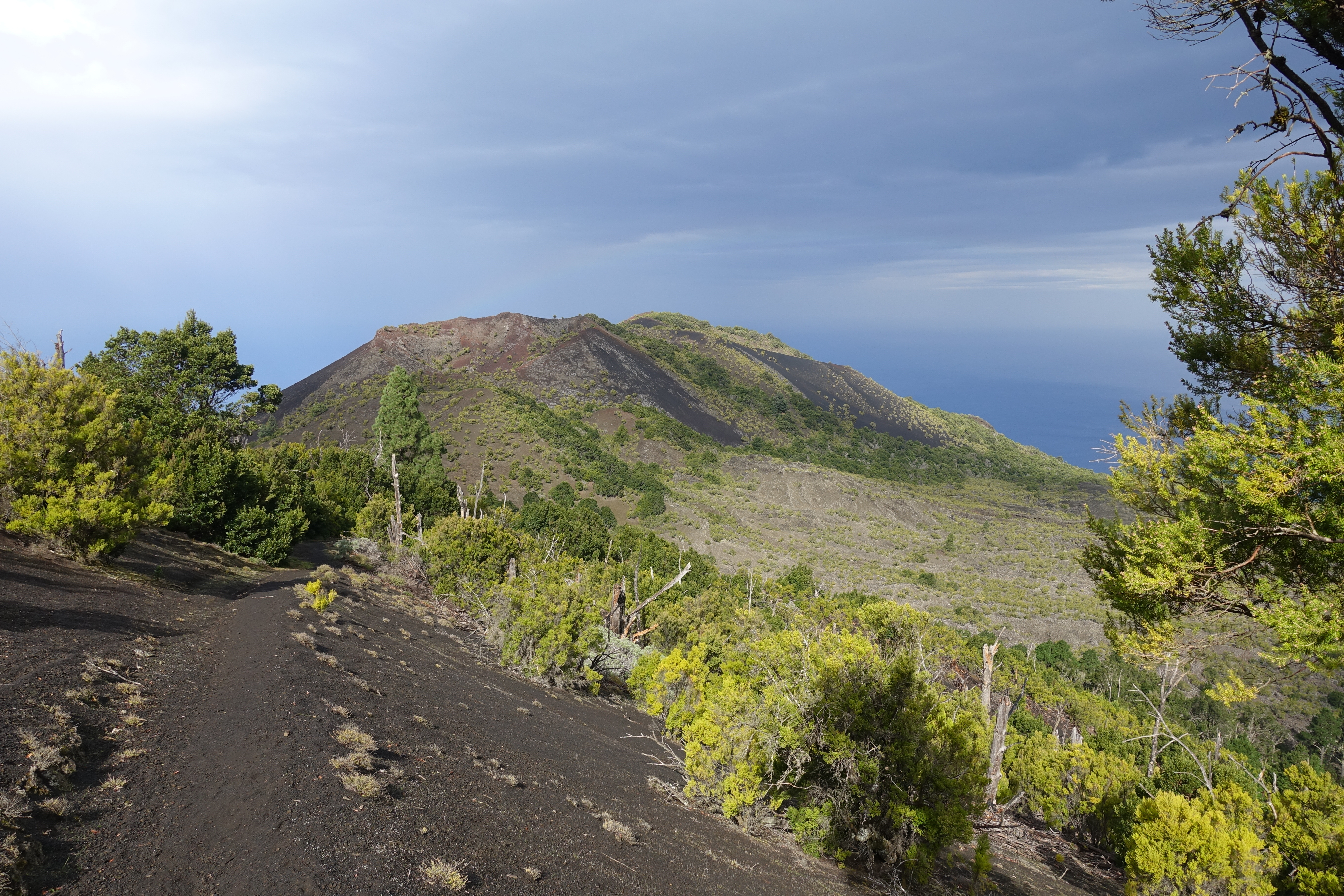
De Tanganasoga, een sintelkegel op de west-noordwestrift van El Golfo

El Hierro's derde en huidige fase van vulkanische activiteit begon ongeveer 158.000 jaar geleden en omvat vooral riftvulkanisme. Langs de armen van het Y-vormige vulkanisch riftzonesysteem zijn meer dan 200 sintelkegels te vinden, de hoogste dichtheid van dergelijke kegels op de Canarische Eilanden. Het grootste deel van het eiland is nu bedekt met lava en tefra uit deze kleinere vulkanen. De vulkanische riften van El Golfo vormen niet alleen de bergruggen van het eiland, maar strekken zich ook als onderzeese vulkanische bergruggen op de oceaanbodem uit; de zuid-zuidoostelijke riftzone, waarop in 2011 de nieuwe vulkaan Tagoro ontstond, strekt zich bijvoorbeeld uit tot minstens 40 km ten zuiden van het eiland.
In de laatste 33.000 jaar zijn van El Hierro 31 vulkaanuitbarstingen bekend. De meest recente daarvan zijn die van de Tagora in 2011, en die van de Volcan de Lomo Negro, een vulkaan op de west-noordwestelijke rift bij de westkust, in 1793. Daarna moeten we al teruggaan naar 2280 jaar geleden (bij Montaña Los Cascajos) en 2500 jaar geleden (bij Montaña Chamuscada), beide gelegen langs de noord-noordoostelijke rift.